# Thugs Get Lonely Too
«Thugs Get Lonely Too» — первый сингл Тупака с его посмертного альбома Loyal to the Game, записанный совместно с rap-исполнителем Nate Dogg и спродюсированный Эминемом.
Оригинальная версия трека была записана в 1993 году и, спродюсированная участниками группы Live Squad, содержит семпл «If I Was Your Girlfriend» американского исполнителя Prince.

## Списки композиций
- CD

1. «Thugs Get Lonely Too» (radio edit) — 4:03

- 12"

Сторона А
1. «Thugs Get Lonely Too» (radio edit) — 4:03
2. «Thugs Get Lonely Too» (clean version) — 4:49
3. «Thugs Get Lonely Too» (LP version) — 4:48
4. «Thugs Get Lonely Too» (instrumental) — 4:48

Сторона Б
1. «Hennessey» (remix clean version) — 3:18
2. «Hennessey» (remix LP version) — 3:18
3. «Hennessey» (remix instrumental) — 3:18

## Недельные чарты
| Чарты                                 | Высшая позиция |
| ------------------------------------- | -------------- |
| США (Billboard Hot 100)               | 98             |
| США (Billboard Hot R&B/Hip-Hop Songs) | 55             |